# Acemmeditation
Acemmeditation er en norskudviklet metode til afspænding og personlig vækst. Teknikken er lydbaseret og udføres ved at man gentager en metodelyd i tankerne så uanstrengt som muligt mens øvrige tanker, stemninger og billeder – under ét kaldet spontanaktivitet – får lov til at komme og gå som de vil.
Acemmeditation praktiseres oftest to gange dagligt: en halv time om morgenen og en halv time sent på eftermiddagen. Almindelige resultater af teknikken er bedre søvn, bedre koncentration og større overskud. På længere sigt vil daglig udførelse kunne bidrage til større selvindsigt og personlig vækst.
Teknikken som læres på kursus i organisationen Acems regi, er neutral, ikkereligiøs, ikkemystisk og baseret på vestlig psykologi og livsstil.